# Fufius atramentarius
Espèce
Fufius atramentarius est une espèce d'araignées mygalomorphes de la famille des Rhytidicolidae.

## Distribution
Cette espèce se rencontre en Amérique centrale.

## Description
La carapace de la femelle holotype mesure 8 mm de long sur 6,4 mm et l'abdomen 9 mm de long sur 6 mm.

## Systématique et taxinomie
Cette espèce a été décrite par Simon en 1888.

## Publication originale
- Simon, 1888 : « Études arachnologiques. 21e Mémoire. XXIX. Descriptions d'espèces et de genres nouveaux de l'Amérique centrale et des Antilles. » Annales de la Société Entomologique de France, sér. 6, vol. 8, p. 203-216 (texte intégral).